# Торговое представительство Российской Федерации в Великобритании
Торговое представительство (делегация) Российской Федерации в Соединенном Королевстве Великобритании и Северной Ирландии (Торгпредство России в Великобритании) — государственное учреждение, обеспечивающее внешнеэкономические интересы Российской Федерации в Великобритании. Является составной частью дипломатического представительства Российской Федерации в Великобритании. Действует под непосредственным политическим руководством Посла Российской Федерации в Великобритании. С мая 2018 года руководство деятельностью Торгового представительства осуществляет Министерство промышленности и торговли Российской Федерации. До мая 2018 года деятельность Торгпредств курировало Министерство экономического развития Российской Федерации.
Торгпредство в Великобритании было открыто 24 февраля 1920 года и фактически стало первым торговым представительством России за рубежом, именно с него началась история образования института российских торгпредств в иностранных государствах. В официальном названии Торгпредства на английском языке до сих пор сохранилось слово «делегация».

## История
До Октябрьской революции 1917 года торгово-политические отношения с Великобританией регулировались «Трактатом о торговле и мореплавании» от 12 января 1859 года, который был построен на основе полного равноправия и принципе наибольшего благоприятствования. Накануне Первой мировой войны, в 1913 году в импорте России доля Великобритании составляла 12,6 %, а в экспорте — 17,6 %. В британском экспорте Россия занимала первое место среди европейских стран.
После 1917 года всякие отношения, в том числе и торговые, между республикой Советов и Великобританией были прерваны. Правительства стран Антанты объявили об экономической блокаде России. Однако сами блокирующие страны оказались в тяжелом положении, так как их экономики были подорваны войной.
Видный деятель советской внешней торговли и, впоследствии, первый Торгпред России в Великобритании Леонид Борисович Красин писал: «Англия — мировой купец. Англия живет своим торговым флотом, и всякое замешательство в торговле, в конце концов, больно бьет по английской промышленности, увеличивая громадную безработицу, не прекращающуюся в Англии со времени окончания войны».
То, что Великобритания и Россия издавна дополняли друг друга в экономическом отношении, понимали и в самой Великобритании. Премьер-министр Великобритании того времени Ллойд Джордж отмечал: «Мы зависим от России, а Россия зависит от нас». 16 января 1920 года Верховный Совет Антанты разрешил возобновить торговые связи с Россией через кооперативные организации, это и позволило снять экономическую блокаду страны. С 1920 года в Лондоне приступила к работе Торговая делегация Советской России.
В связи с тем, что Великобритания, как и другие западные страны, дипломатически не признала Советскую Россию, торговля с «русскими людьми» во время экономической блокады могла вестись только через Всероссийский союз потребительской кооперации — Центросоюз.
Нарком внешней торговли Советской России Л. Б. Красин был избран в Правление Центросоюза, а затем, 24 февраля 1920 года Центросоюзом была сформирована Торговая делегация в Великобританию, в состав которой вошли Л. Б. Красин, М. М. Литвинов, В. П. Ногин и С. З. Розовский. Эта Торговая делегация стала первым торговым представительством России в иностранном государстве, и она положила начало институту зарубежных торгпредств России.
В 1920 году Торговая делегация переживала организационный период. Необходимо было подобрать помещение, создать работоспособный аппарат. Вначале делегация размещалась в гостинице «Ферст Авеню Отель», а затем — в специально снятом помещении на Бонд Стрит.
31 мая 1920 года состоялась первая встреча главы Делегации Л. Б. Красина с членами английского правительства, на которой прошел обмен мнениями о мерах, необходимых для установления торговых отношений между РСФСР и Великобританией. Велись коммерческие переговоры с представителями фирм.
Так как юридически положение Российской торговой делегации не было определено, было решено создать в Великобритании Всероссийское кооперативное общество с ограниченной ответственностью «АРКОС» (All Russian Cooperative Society, Ltd.). 10 июня 1920 года оно было зарегистрировано в Министерстве торговли Великобритании как юридическое лицо. Его первыми пайщиками стали руководители Делегации Л. Б. Красин, В. П. Ногин, а затем и все члены Российской торговой делегации. Оставаясь формально независимой английской хозяйственной структурой, АО «АРКОС» фактически работало под руководством и контролем Торговой делегации.
С конца 1920 года Делегация начала переговоры с Правительством Великобритании о заключении торгового соглашения. 16 марта 1921 года после длительных переговоров было заключено первое торговое соглашение между РСФСР и Англией, которое было подписано Л. Б. Красиным и сэром Робертом Горном. По этому соглашению предусматривался взаимный обмен делегациями для осуществления торговли, и российский торговый представитель фактически получил дипломатический статус. После подписания Соглашения Торговая делегация РСФСР в Лондоне стала выступать как официальное представительство российского правительства, взявшее на себя защиту экономических интересов России. Делегация приступила к интенсивной деятельности по развитию советско-английской торговли, расширив торговый аппарат «АРКОС» и создав новые аппараты в форме акционерных торговых, транспортных, банковских, кооперативных и прочих обществ.
В 1922 году перед Торговой делегацией встала важная задача, заключавшаяся в закупке хлеба для голодающих районов Поволжья. Л. Б. Красин писал, что вследствие катастрофической засухи 1921 года, голода на Волге и в других областях «весь наш импортный план был опрокинут, и по возвращении в Англию пришлось в больших размерах организовывать закупку хлеба и семян, разумеется, за счет золотого запаса, так как вывоза у нас в то время еще почти никакого не было».
До 1924 года российская Торговая делегация в Лондоне была единственным органом советского правительства на территории Великобритании. После признания Англией Советского Союза 2 февраля 1924 года советское правительство назначило поверенного в делах Советского Союза Х. Г. Раковского. Этим самым создалось разделение между Полпредством и Торгпредством.
В сентябре 1924 года в аппарате Торгпредства работало 55 человек. При Торгпредстве издавались два журнала «Trade and Engineering Review» и «Soviet Union Monthly». В функции Торгпредства входило укрепление и развитие экономических связей с Англией; контроль за соблюдением принципов монополии внешней торговли СССР; укрепление и развитие торговых, транспортных, страховых и банковских организаций и, в первую очередь, АО «АРКОС», контроль за их личным составом.
В 1927—1929 годах по ряду причин дипломатические отношения между Великобританией и СССР были временно прерваны и двустороннее торговое соглашение от 1921 года было денонсировано, хотя АО «АРКОС» продолжал осуществление своей торговой деятельности.
С мая 1936 года все операции АО «АРКОС» по экспорту и импорту товаров из Великобритании в нашу страну были переданы Торговой делегации СССР в Великобритании, права которой были закреплены Временным торговым соглашением между СССР и Великобританией, подписанным в 1934 году. В Соглашении был зафиксирован адрес Торгпредства — 5-й этаж, Восточное крыло, Беш-Хаус, Олдвич, Лондон.
Помимо Торгпредства в Англии продолжал работать ряд других советских организаций: «Русское лесное агентство», «Англо-советское пароходное общество», АО «АРКОС», «Русское нефтяное общество», ВАО «Интурист», «Московский народный банк», «Черноморско-балтийское страховое общество» и другие.
В 60-е годы Торгпредство переехало в район Хайгейт на севере Лондона, взяв в аренду участок земли, и находилось в доме 32 по улице Хайгейт Вест Хил, который был построен в 1839 году и до 1937 года находился в частном владении. С 1937 года в нем находились Русский клуб и школа.
В 1963 году Торгпредством был арендован на 249 лет соседний участок земли, на котором в 1969 году было построено новое здание, нынешний офис по адресу 33 Хайгейт Вест Хил.
С момента образования Торгпредству принадлежала важная роль в развитии двусторонних отношений, в том числе в годы Второй мировой войны.
После войны и до конца 80-х годов XX века штат Торгпредства, куда входили представители большинства внешнеторговых объединений Минвнешторга СССР, а впоследствии МВЭС СССР, варьировался от 22 до 142 человек.
Временное торговое соглашение 1934 года, определявшее статус Торгпредства, действовало до 2001 года, когда была достигнута договоренность между правительствами Российской Федерации и Великобритании в форме обмена нотами о статусе Торгового представительства России в Великобритании в новых условиях.
Британское правительство, подтвердив свое согласие на то, что Торговое представительство России, как и прежде, будет функционировать в качестве составной части Посольства России в Великобритании, предоставило его сотрудникам права и привилегии сотрудников дипломатических миссий, а всей недвижимости, используемой Торгпредством, дипломатический иммунитет и льготное налогообложение.
Этот статус Торгпредства сохраняется и в настоящее время. Руководство деятельностью Торгового представительства осуществляет Министерство промышленности и торговли Российской Федерации. Возглавляет Торгпредство Торговый представитель, назначаемый Правительством Российской Федерации по представлению Минпромторга России и с согласия МИД России.

## Основные цели и задачи торгпредства
Торговое представительство Российской Федерации в Великобритании является составной частью дипломатического представительства Российской Федерации в Великобритании. Торгпредство является инструментом нефинансового содействия развитию внешнеэкономической деятельности России.
Среди главных задач Торгпредства — представление государственных интересов России в Великобритании в области внешнеэкономической деятельности и обеспечение их защиты, проведение эффективной внешнеэкономической политики России, содействие развитию экономических связей, росту объемов внешней торговли, улучшению её структуры, содействие привлечению британских инвестиций в российскую экономику, защита в Великобритании экономических интересов российских экспортеров, оказание им содействия в осуществлении внешнеэкономической деятельности.
Работа Торгпредства по развитию российско-британского сотрудничества и поддержке российского бизнеса складывается из нескольких блоков.
1. Информационно-аналитическое содействие
Информационно-аналитическая работа является важнейшей составляющей деятельности Торгпредства. Особое внимание Торгпредство уделяет информационному содействию российским экспортерам при выходе на британский рынок. По их запросам на безвозмездной основе предоставляется информация о деловом климате Великобритании, проводится макроэкономический анализ, оценивается состояние отдельных отраслей промышленности и секторов услуг. Проводится маркетинговый анализ рынков, в том числе оценка конъюнктуры рынков, отбор целевых сегментов, оцениваются риски и перспективы выхода на британский рынок российских компаний. Предоставляется информация о состоянии российско-британской торговли, основных торговых партнерах Великобритании, наличии потенциального спроса на британском рынке на российские товары и услуги. Оказывается содействие российским участникам ВЭД в подборе партнеров для реализации совместных проектов и осуществляется проверка надежности привлекаемых к сотрудничеству физических и юридических лиц.
На регулярной основе Торгпредством предоставляется информация в министерства и ведомства, администрации регионов, ассоциации производителей и торговые палаты о наиболее интересных выставочно-ярмарочных мероприятиях, конференциях и семинарах, планируемых к проведению в Великобритании.
2. Консультации по вопросам ВЭД
Торгпредство осуществляет консультации по различным аспектам внешнеэкономической деятельности, в том числе по вопросам поиска внешнеторговых партнеров, порядка сертификации товаров, регистрации компаний, действующим торговым ограничениям, особенностям таможенных процедур при экспорте в Великобританию.
Торгпредство осуществляет консультации по юридическим вопросам, связанным с выходом российских компаний на британский рынок. В частности, по вопросам нормативно-правовой базы, действующего законодательства в области налогообложения, особенностей экспортно-импортного, таможенного и валютного регулирования. Проводятся консультации по вопросам урегулирования на досудебном этапе торговых и других коммерческих споров между российскими и британскими участниками ВЭД.
3. Продвижение российских товаров и услуг на британский рынок, развитие двустороннего сотрудничества на уровне регионов
Торгпредство участвует в организации и проведении бизнес-миссий, деловых встреч и переговоров представителей власти различного уровня и российских предпринимательских кругов с британскими компаниями и представителями органов власти с целью развития международного сотрудничества, обмена опытом, установления деловых контактов и поиска потенциальных партнеров. Оказывается содействие российским компаниям в реализации конкретных проектов в Великобритании.
Торгпредство принимает активное участие в выставочно-ярмарочной работе, оказывая содействие российским участникам в организации выставок, установлении контактов с организаторами мероприятий, в подготовке совместных стендов на выставках и ярмарках Великобритании с целью оптимизации расходов российских участников.
Торгпредство проводит подготовку и организацию роуд-шоу российских компаний и регионов в Великобритании. Для продвижения российского экспорта в Торгпредстве создана экспозиция экспортного потенциала российских регионов.
Торгпредство принимает активное участие в организации работы Межправительственного российско-британского комитета по торговле и инвестициям (МКТИ), в рамках которого проводятся переговоры и решаются вопросы, поднимаемые как на уровне государственных органов и компаний, так и частного бизнеса. С 2014 года деятельности МКТИ приостановлена по инициативе британской стороны.
Торгпредство активно взаимодействует с правительственными учреждениями Великобритании торгово-экономического блока, в том числе с Министерством международной торговли, Министерством по делам бизнеса, инноваций и профессиональной подготовки (BEIS), Британской службой экспортного финансирования (UKEF) и другими. Кроме того, Торгпредство работает с широким кругом неправительственных британских организаций, представляющих интересы частного бизнеса, среди которых Конфедерация британской промышленности (CBI), Британские торговые палаты (BCC), Российско-британская торговая палата (RBCC) и другие.

## Российско-Британский бизнес-форум (РББФ)
С 2015 года торгпредство организует крупнейшее российско-британское деловое мероприятие в Лондоне — Российско-Британский бизнес-форум. На форуме российские и британские эксперты ежегодно оценивают динамику развития рынков и международных торговых отношений, определяют тренды в экономике и интересы инвесторов, вырабатывают пути расширения двухстороннего и многостороннего торгово-экономического сотрудничества. Ежегодно форум принимает более 500 участников и десятки высокопоставленных спикеров.